# Палеонтологический музей имени Ю. А. Орлова
Палеонтологический музей имени Ю. А. Орло́ва РАН — московский музей, один из крупнейших естественно-исторических музеев мира. Был основан в 1937 году, с 1966 года назван в честь зоолога и палеонтолога Юрия Орлова. Музей является частью Палеонтологического института имени А. А. Борисяка. Четыре экспозиционные зоны музея, включающие в себя шесть залов, посвящены эволюции органического мира на Земле.

## История

### Основание музея
История музея начинается с 1716 года в Санкт-Петербурге, когда в только что построенную Кунсткамеру начали поступать кости и зубы млекопитающих ледникового периода. Собранная коллекция позже хранилась в Минеральном кабинете Академии наук, впоследствии ставшем Минералогическим музеем имени А. Е. Ферсмана. В 1925 году, к 200-летию Российской академии наук, он был разделён на два музея — Геологический и Минералогический. Руководителем первого стал Алексей Борисяк, в музее хранилась коллекция палеонтологического материала. В двух залах площадью 1500 м² были представлены скелеты позвоночных, добытые профессором Владимиром Амалицким в начале XX века. В 1930-м Геологический музей был преобразован в Палеозоологический институт АН СССР.
Через год институт перевели в Москву, разместив его в бывшем манеже усадьбы «Нескучное» — в имении графа Фёдора Орлова в доме 16 по Большой Калужской улице (позже переименованной в Ленинский проспект), на площади 700 м² восстановили экспозицию. Московский Палеонтологический музей был открыт в 1937 году — к XVII сессии Международного геологического конгресса. В годы Великой Отечественной войны музей был закрыт, а часть коллекции отправлена в Алма-Ату. В 1944 году музей снова открылся для посетителей, а в 1945-м его возглавил палеонтолог Юрий Орлов. Коллекция музея регулярно пополнялась за счёт полевых работ и раскопок, вскоре площади занимаемого помещения уже было недостаточно, поэтому в 1954 году его закрыли.
Спустя десять лет Орлову удалось получить финансирование в два миллиона рублей на строительство нового здания. Вскоре после этого, в 1966 году, Орлов умирает, а музею присваивают его имя. Проект нового здания был выполнен авторским коллективом Головного проектного и научно-исследовательского института Академии наук СССР под руководством главного архитектора Юрия Платонова в стиле необрутализма. Конструкцию здания утвердили в 1968-м, но из-за задержки финансирования строительство начали только через пять лет. Музей построен из красного кирпича и сделан по образу средневековой крепости. К главному корпусу примыкают четыре башни, в каждой из которых находится экспозиционная зона. Общая площадь здания составляет 9936 м², выставочная — 4805 м². Для оформления залов были использованы белый камень, керамика и медь. Стены украшены керамическими панно, росписью, резьбой, композициями из кованой меди и произведениями художников-анималистов. Музей открыли в 1987 году, в 1993-м его создатели архитекторы Ю. П. Платонов, В. М. Коган, В. П. Нагих, Л. А. Яковенко, скульптор А. М. Белашов, художники В. А. Дувидов, М. П. Митурич-Хлебников, скульптор и художник-керамист М. В. Шаховская получили Государственную премию РФ.

### Современность
С 2005 года на территории музея ежегодно проходит палеонтологический практикум для педагогов и учащихся. Для детей в музее проводятся уроки на тему экологических проблем и работает палеонтологический кружок, основанный ещё в 1948 году. Также для школьников организуют конкурсы и научные конференции. С 2000-го в музее действует лекторий «Эволюция биосферы».
С 2012 года здесь регулярно проходит праздник «День Палеонтологического музея» с мастер-классами, экскурсиями и лекциями. В 2015-м в музее установили бесплатный мобильный аудиогид. В 2016 году открылась выставка «Сибирский пситтакозавр», созданная совместно с Кемеровским областным краеведческим музеем. На ней представлены скелеты непосредственно сибирского пситтакозавра, а также тираннозавра, велоцираптора, найденные в ходе раскопок рядом с селом Шестаково в Чебулинском районе.

## Выставочные залы
Вводный зал
В музее шесть залов и более пяти тысяч экспонатов, показывающих этапы развития органического мира. Экспозиция вводного зала рассказывает об истории и задачах палеонтологии. Зал украшен композициями из керамики «Морские лилии» и «Рождение моря» авторства Валерия Малолеткова. Внутреннюю поверхность восьмиметровой башни занимает керамическое панно «Древо жизни» площадью 500 м² автора Александра Белашова.
В зале демонстрируется скелет мамонта, найденный в 1842 году на северо-востоке Гыданского полуострова. В помещении также представлена Северо-Двинская галерея, в которой выставлены семь полных скелетов парарептилий, обнаруженных в конце XIX века профессором Владимиром Амалицким в бассейне реки Северная Двина. На втором этаже зала висят выполненные из кованой меди художником Юрием Черновым портреты учёных, среди которых Михаил Ломоносов, Чарлз Дарвин, Владимир Ковалевский, Мельхиор Неймайр, Александр Карпинский, Алексей Павлов, Юрий Орлов и другие.
Докембрий и ранний палеозой
Экспозиция зала посвящена ранним этапам эволюции биосферы, систематике беспозвоночных животных и растений. Зал украшен резьбой по белому камню художника Е. И. Шеловой, скульптурной композицией художника С. А. Казанского, керамическим панно М. В. Шаховской-Фаворской.
В витринах представлены вендские организмы, радиолярии, губки, кораллы, членистоногие, моллюски, иглокожие. Центральный экспонат зала — аргиллитовая плита с отпечатками следовых дорожек и тел вендских мягкотелых проартикулят (дикинсоний, ёргий, сприггин). Плита отобрана на Зимнем берегу Белого моря. Слева при входе расположен единственный живой экспонат музея — алкофильный цианобактериальный мат. Колония была отобрана из озера Кочкового в Алтайском крае. Вдоль правой стены зала расположена серия витрин, посвящённая развитию царства растений.
Московский регион
Выставка рассказывает о геологии, биостратиграфии и палеонтологии Московского региона. В витринах зала находятся образцы палеонтологического материала, схемы стратиграфических подразделений. Среди экспонатов представлены раковины аммонитов с перламутровым слоем, ростры белемнитов, двустворки и гастроподы.
Поздний палеозой — начало мезозоя
Экспозиция зала посвящена систематике низших позвоночных — бесчелюстных рыб, амфибий и рептилий. В витринах представлены плиты с остатками рыб и амфибий, скелеты древних четвероногих и следовые дорожки. Большой подиум занимают скелеты позднепермских ящеров. Стены зала украшены резьбой по белому камню, выполненной М. Ф. Бариновым, а также накладным керамическим (терракотовым) рельефом с подглазурной росписью работы О. В. Малышевой, также там находится отображение филогенетического дерева позвоночных животных, созданное художниками П. А. Панченко и М. Ф. Бариновым.
Зал мезозоя
В двухуровневом зале мезозоя хранятся ископаемые остатки животных, населявших планету с позднего триаса до конца мелового периода. Экспозиция состоит из нескольких разделов, среди которых наиболее известным является динозавровый. Помещение оформлено цветным панно с реконструкцией позднемелового ландшафта Южной Гоби работы художников Мая Митурича-Хлебникова и Виктора Дувидова, резьбой по известняковой плитке с изображением меловых рептилий и птиц скульптора Петра Степанова. В экспозиции рассказывается о разнообразии морских ящеров и об архозаврах, о морских и пресноводных водоёмах Восточной Европы и Центральной Азии в юрское и меловое время. На большой внутренней стене находится картина К. К. Флёрова, посвящённая зауролофам. Под ней располагаются витрины с коллекцией окаменевших яиц динозавров и других рептилий.
Зал кайнозоя
Экспозиция посвящена истории основных отрядов класса млекопитающих, а также динамике смены природной обстановки кайнозоя на протяжении 65 млн лет. истории Земли. Стены зала украшают картины О. А. Куликовой и Константина Флёрова, там же расположены схема «Филогения млекопитающих» Евгения Николаева, панно «Охота на бизонов» Аделаиды Пологовой. В зале можно встретить скелет гиппариона, гиенодона и знаменитый скелет бориссякии, длина которого 3.9 метра.
- Экспонаты музея
- Раковины аммонитов
- Скелет зауролофа
- Скелет гигантского оленя
- Скелет протоцератопса